# 스카페이스 (1983년 영화)
《스카페이스》(Scarface)는 1983년 공개된 영화로, 브라이언 드 팔마가 감독을 맡았다. 올리버 스톤이 각본을 맡았으며, 알 파치노가 주연으로 출연하였다. 1932년 개봉한 동명 영화 《스카페이스》의 리메이크 작품이다.

## 줄거리
1980년, 전과자 쿠바인 난민 토니 몬타나는 친구 매니 리베라와 동료 엔젤, 치치와 함께 마리엘 보트리프트의 일환으로 마이애미에 도착한다. 마이애미 마약왕 프랭크 로페즈는 피델 카스트로의 전 부하를 살해하는 대가로 그들의 영주권을 주선한다. 식당 설거지 일에 불만을 품은 토니와 매니는 프랭크의 오른팔 오마르 수아레즈를 만나고, 그는 네 사람을 콜롬비아인 딜러들에게서 코카인을 구매하도록 보낸다. 토니와 엔젤은 총에 위협받고; 토니는 매니와 치치가 그들을 구출하기 전에 엔젤이 전기톱으로 찢겨지는 것을 강제로 지켜본다. 그들은 딜러 셋을 죽이고 직접 프랭크에게 마약과 돈을 전달하며, 오마르가 그들을 함정에 빠뜨렸다고 의심한다.
프랭크는 토니와 매니를 고용하고 그들은 그를 위해 일하기 시작한다. 토니는 프랭크의 트로피 와이프인 엘비라 핸콕을 알아보고 그녀에게 끌리기 시작한다.
어느 날 밤, 토니는 그의 어머니와 여동생 지나를 방문한다. 토니는 자신이 정치 조직가로 돈을 번다고 주장하며 어머니에게 1,000달러를 준다. 토니의 범죄적인 생활 방식에 실망한 토니의 어머니는 그의 거짓말을 간파하고 그를 내쫓지만, 지나는 돈을 보관한다. 매니는 지나에게 끌리지만 토니는 그에게 그녀에게서 떨어져 있으라고 경고한다. 프랭크는 토니와 오마르를 볼리비아로 보내 코카인 대왕 알레한드로 소사를 만나게 한다. 토니가 프랭크의 승인 없이 대규모 거래를 협상하려 하자 오마르는 분노한다. 소사는 부하들에게 오마르를 헬리콥터에서 매달아 죽게 하고, 토니에게 오마르가 경찰 정보원이며 프랭크가 그를 믿는 것은 판단력이 좋지 못하다고 말한다. 토니는 오마르를 한 번도 믿지 않았다고 말한다. 소사는 토니를 마음에 들어 하며 거래에 동의하지만, 토니에게 자신을 배신하지 말라고 경고한다.
마이애미로 돌아온 프랭크는 소사와의 무단 거래와 오마르의 죽음에 토니에게 격분한다. 토니와 프랭크는 사업 관계를 끊고, 토니는 이제 자신만의 코카인 사업을 시작하고 엘비라에게 계속 접근하여 프랭크를 더욱 분노하게 한다. 프랭크의 급여를 받는 부패한 형사 멜 번스타인은 경찰 보호를 명목으로 토니에게 돈을 뜯어내려 한다. 클럽에서 토니는 화장실 칸에서 한 남자와 함께 코카인을 사용하는 지나를 발견하고 둘 다 폭행한 다음, 두 명의 암살자가 자신을 암살하려는 시도를 피한다. 그는 공격에 대해 프랭크와 번스타인을 추궁하고, 프랭크가 자신이 일을 꾸몄다고 자백하게 한 다음, 매니에게 프랭크를 쏘게 하고 번스타인 자신을 죽인다. 토니는 엘비라와 결혼하고 소사의 제품 유통업자가 되어, 급성장하는 제국을 감독하기 위해 크고 삼엄하게 경비되는 저택을 짓는다.
1983년, 토니는 FBI 함정 수사에 걸려 돈세탁과 탈세 혐의로 기소된다. 소사는 토니가 소사를 폭로하려는 기자를 살해하는 것을 돕는다면 정부 인맥을 통해 토니를 감옥에서 나오게 해주겠다고 제안한다. 식당 저녁 식사에서, 취한 토니는 자신의 체포를 매니 탓으로 돌리고 엘비라를 불임 마약 중독자라고 부르며, 엘비라가 다른 손님들에게 그의 범죄를 폭로하고 그를 떠나게 한다. 소사의 부하 알베르토 "더 섀도우"는 기자의 차 밑에 무선 조종 폭탄을 설치하지만, 토니는 기자가 아내와 아이들과 함께 있는 것을 보고 살인을 취소하려 한다. 알베르토가 물러서기를 거부하자 토니는 그가 폭탄을 터뜨리기 전에 그를 죽인다. 소사는 토니가 기자가 폭로 기사를 전달하게 한 것에 대해 복수를 맹세한다.
어머니의 부탁으로, 코카인에 취한 토니는 지나를 찾아가 매니와 함께 있는 것을 발견한다. 토니는 지나가 방금 매니와 결혼했다는 것을 알기 전에 매니를 총으로 쏴 죽인다. 토니는 지나를 자신의 저택으로 데려가 사무실에서 코카인을 흡입하기 시작한다. 소사의 부하들이 저택을 침입하고 경비원들을 죽이기 시작하자, 지나는 감정적으로 무너진 순간에 토니에게 자신과 성관계를 갖자고 조롱하며, 그의 관계에 대한 강박적인 통제를 강조한다. 그녀는 그를 쏴 부상을 입히고, 소사의 부하 중 한 명에게 살해당하며, 토니는 그 부하를 죽인다. 복수를 위해 그는 M16 소총에 M203 유탄발사기를 장착하고 무리에 발포하여 많은 수를 죽이지만 여러 총상을 입는다. 그가 공격자들을 조롱할 때, "더 스컬"로 알려진 소사의 집행자가 나타나 그의 등을 쏴 죽인다. 토니의 시신은 발코니에서 떨어져 "세상은 너의 것"이라는 모토가 새겨진 조각상 근처의 수영장으로 떨어진다.

## 출연

### 주연
- 알 파치노

### 조연
- 스티븐 바우어
- 미셸 파이퍼
- 메리 엘리자베스 매스트란토니오
- 로버트 로지아
- 리차드 벨저

## 기타
- 미술: 페르디난도 스카피오티
- 미술: 에드워드 리처드슨
- 특수효과: 페르디난도 스카피오티
- 의상: 패트리시아 노리스
- 배역: 알릭스 고딘